# Quebradas da Noite
Quebradas da Noite é o primeiro álbum de estúdio da dupla sertaneja brasileira Chrystian & Ralf, lançado em 1983. Foi também o primeiro disco de ouro da dupla, com 100 mil cópias vendidas.

## Faixas
| N.º            | Título                     | Compositor(es)                         | Duração |  |
| 1.             | "Quebradas da Noite"       | Zimar Rodrigues / Professor Cairo      | 2:56    |  |
| 2.             | "Boiada"                   | Zé Paioça                              | 3:23    |  |
| 3.             | "Despertar Nativo"         | Itapuã / Luís Bordon / Oscar N. Safuãn | 2:15    |  |
| 4.             | "A Lenda do Caipora"       | Sulino                                 | 3:38    |  |
| 5.             | "Casa da Esquina"          | Gino / Geno / Mangabinha               | 2:45    |  |
| 6.             | "Berrante de Madalena"     | Faísca                                 | 2:59    |  |
| 7.             | "Pagode em Brasília"       | Lourival dos Santos / Teddy Vieira     | 2:51    |  |
| 8.             | "Poeira"                   | Luíz Bonan / Serafim C. Gomes          | 3:40    |  |
| 9.             | "O Futuro é Uma Incerteza" | Itapuã                                 | 3:03    |  |
| 10.            | "Peão da Cidade"           | Moacyr dos Santos / Sulino             | 3:21    |  |
| 11.            | "O Drama de um Boiadeiro"  | Itapuã                                 | 2:42    |  |
| 12.            | "Gamei Por Você"           | Sulino                                 | 2:32    |  |
| Duração total: | Duração total:             | Duração total:                         | 36:05   |  |

## Certificações
| Brasil (ABPD)                             | Ouro | 1983 | 100.000* |
| *número de vendas baseado na certificação |      |      |          |